# Serguei Outschakov
Serguei Outschakov (também escrito como Serhiy Ushakov: em ucraniano:  Сергій Ушаков; Arcangel, 11 de maio de 1968) é um ex-ciclista olímpico ucraniano. Outschakov representou sua nação nos Jogos Olímpicos de Verão de 1996 e 2000.